# Muraena appendiculata
Muraena appendiculata är en fiskart som först beskrevs av Guichenot, 1848.  Muraena appendiculata ingår i släktet Muraena och familjen Muraenidae. Inga underarter finns listade i Catalogue of Life.